# قانون مارشال
قانون مارشال (انگلیسی: Marshall Law) یک مجموعهٔ تلویزیونی استرالیایی است که در سال ۲۰۰۲ منتشر شد. از بازیگران سریال می‌توان به لیسا مک‌کیون و کریس همسورث اشاره کرد.

## رتبه‌بندی
| هفته                 | سیدنی   | ملبورن  | بریزبین | آدلاید  | پرث     | فایو-سیتی | رتبه |
| -------------------- | ------- | ------- | ------- | ------- | ------- | --------- | ---- |
| ۱۱ – ۱۷ اوت          | ۳۷۳٬۰۰۰ | ۴۶۵٬۰۰۰ | ۲۰۳٬۰۰۰ | ۱۴۵٬۰۰۰ | ۱۳۳٬۰۰۰ | ۱٬۳۱۹٬۰۰۰ | ۳۴   |
| ۱۱ – ۱۷ اوت          | ۳۹۱٬۰۰۰ | ۴۶۱٬۰۰۰ | ۲۰۱٬۰۰۰ | ۱۳۰٬۰۰۰ | ۱۱۱٬۰۰۰ | ۱٬۲۹۳٬۰۰۰ | ۳۸   |
| ۱۸ – ۲۴ اوت          | ۲۱۲٬۰۰۰ | ۲۶۶٬۰۰۰ | ۱۰۲٬۰۰۰ | ۹۷٬۰۰۰  | ۸۸٬۰۰۰  | ۷۶۵٬۰۰۰   | ۱۰۰  |
| ۲۵ – ۳۱ اوت          | ۲۴۱٬۰۰۰ | ۳۳۸٬۰۰۰ | ۱۱۵٬۰۰۰ | ۱۰۹٬۰۰۰ | ۱۰۴٬۰۰۰ | ۹۰۶٬۰۰۰   | ۷۲   |
| ۱ – ۷ سپتامبر        | ۲۵۱٬۰۰۰ | ۳۰۴٬۰۰۰ | ۱۴۰٬۰۰۰ | ۸۳٬۰۰۰  | ۱۰۶٬۰۰۰ | ۸۸۵٬۰۰۰   | ۷۴   |
| ۸ – ۱۴ سپتامبر       | ۲۵۲٬۰۰۰ | ۲۸۲٬۰۰۰ | ۱۳۶٬۰۰۰ | ۸۶٬۰۰۰  | ۹۷٬۰۰۰  | ۸۵۲٬۰۰۰   | ۷۶   |
| ۱۵ – ۲۱ سپتامبر      | ۲۵۴٬۰۰۰ | ۳۰۴٬۰۰۰ | ۱۱۶٬۰۰۰ | ۹۶٬۰۰۰  | ۶۸٬۰۰۰  | ۸۳۹٬۰۰۰   | ۸۰   |
| ۲۲ – ۲۸ سپتامبر      | ۲۵۴٬۰۰۰ | ۲۶۴٬۰۰۰ | ۱۲۱٬۰۰۰ | ۸۳٬۰۰۰  | ۸۹٬۰۰۰  | ۸۱۱٬۰۰۰   | ۸۶   |
| ۲۹ سپتامبر – ۵ اکتبر | ۲۰۴٬۰۰۰ | ۲۴۳٬۰۰۰ | ۱۰۱٬۰۰۰ | ۸۴٬۰۰۰  | ۹۸٬۰۰۰  | ۷۳۰٬۰۰۰   | ۸۸   |
| ۶ – ۱۲ اکتبر         | ۲۳۸٬۰۰۰ | ۲۳۷٬۰۰۰ | ۱۲۲٬۰۰۰ | ۹۴٬۰۰۰  | ۱۰۳٬۰۰۰ | ۷۹۴٬۰۰۰   | ۸۴   |
| ۲۷ اکتبر – ۲ نوامبر  | ۲۷۳٬۰۰۰ | ۲۲۶٬۰۰۰ | ۱۱۶٬۰۰۰ | ۷۲٬۰۰۰  | ۸۸٬۰۰۰  | ۷۷۶٬۰۰۰   | ۹۵   |
| ۳ – ۹ نوامبر         | ۲۳۶٬۰۰۰ | ۲۳۰٬۰۰۰ | ۱۲۴٬۰۰۰ | ۶۵٬۰۰۰  | ۶۱٬۰۰۰  | ۷۱۶٬۰۰۰   | ۹۴   |
| ۱۰ – ۱۶ نوامبر       | ۲۶۷٬۰۰۰ | ۲۸۳٬۰۰۰ | ۱۱۸٬۰۰۰ | ۶۳٬۰۰۰  | ۱۰۶٬۰۰۰ | ۸۳۷٬۰۰۰   | ۷۹   |
| ۱۷ – ۲۳ نوامبر       | ۲۵۱٬۰۰۰ | ۲۳۷٬۰۰۰ | ۱۱۵٬۰۰۰ | ۷۴٬۰۰۰  | ۸۳٬۰۰۰  | ۷۶۱٬۰۰۰   | ۸۵   |
| ۲۴ – ۳۰ نوامبر       | ۲۵۶٬۰۰۰ | ۲۱۹٬۰۰۰ | ۱۱۵٬۰۰۰ | ۷۲٬۰۰۰  | ۸۰٬۰۰۰  | ۷۴۲٬۰۰۰   | ۷۵   |